# Гілберт (Південна Кароліна)
Гілберт (англ. Gilbert) — місто (англ. town) в США, в окрузі Лексінгтон штату Південна Кароліна. Населення — 571 особа (2020).

## Географія
Гілберт розташований за координатами 33°55′27″ пн. ш. 81°23′28″ зх. д. / 33.92417° пн. ш. 81.39111° зх. д. (33.924111, -81.391042).  За даними Бюро перепису населення США в 2010 році місто мало площу 7,18 км², з яких 7,02 км² — суходіл та 0,16 км² — водойми.

## Демографія
Згідно з переписом 2010 року, у місті мешкало 565 осіб у 205 домогосподарствах у складі 157 родин. Густота населення становила 79 осіб/км².  Було 221 помешкання (31/км²).
Расовий склад населення:
| - 89,2 % — білих - 3,4 % — чорних або афроамериканців - 0,4 % — корінних американців - 6,9 % — осіб інших рас |

До двох чи більше рас належало 0,2 %. Частка іспаномовних становила 8,8 % від усіх жителів.
За віковим діапазоном населення розподілялося таким чином: 28,1 % — особи молодші 18 років, 62,5 % — особи у віці 18—64 років, 9,4 % — особи у віці 65 років та старші. Медіана віку мешканця становила 36,6 року. На 100 осіб жіночої статі у місті припадало 99,6 чоловіків;  на 100 жінок у віці від 18 років та старших — 96,1 чоловіків також старших 18 років.
Середній дохід на одне домашнє господарство  становив 59 578 доларів США (медіана — 53 654), а середній дохід на одну сім'ю — 66 578 доларів (медіана — 54 495). Медіана доходів становила 38 750 доларів для чоловіків та 31 210 доларів для жінок. За межею бідності перебувало 2,2 % осіб, у тому числі 2,3 % дітей у віці до 18 років та 2,1 % осіб у віці 65 років та старших.
Цивільне працевлаштоване населення становило 371 особа. Основні галузі зайнятості: освіта, охорона здоров'я та соціальна допомога — 22,1 %, роздрібна торгівля — 15,4 %, виробництво — 14,3 %.